# Опит за преврат в България (1965)
Опитът за преврат от 1965 година, наричан често и Заговор на Горуня, е подготвян военен преврат в България, целящ смяната на висшето ръководство на тоталитарния комунистически режим в страната, водено от Тодор Живков. В заговора участват няколко военни и функционери на управляващата Българска комунистическа партия, начело с генерал Иван Тодоров-Горуня. Подготовката на преврата е разкрита на сравнително ранен етап и организацията е бързо ликвидирана от Държавна сигурност.
Заговорът на Горуня е най-сериозната заплаха срещу дългогодишното управление на Тодор Живков и единственият опит за неосталинистки военен преврат в историята на Източния блок.

## История
Подготовката на опита за преврат започва в края на 1964 година. През октомври 1964 г. в София е създадена групата на Иван Тодоров-Горуня, член на ЦК на БКП, и Цоло Кръстев, началник на отдел в Министерството на външните работи, към която се присъединява комендантът на софийския гарнизон ген. Цвятко Анев. Тримата се познават добре от 40-те години, когато едновременно заемат командни позиции в действалия във Врачанско и Белослатинско Партизански отряд „Гаврил Генов“ – Тодоров е негов политкомисар, Кръстев – командир, а Анев – помощник-командир. Има сведения, че армейски генерал Петър Панчевски – бивш министър на народната отбрана (1950 – 1958) и посланик в КНР (1958 – 1962), е подбудителят на опита за покушение и преврат от страна на Горуня, когато Тодор Живков е на посещение във Враца.
Групата се опитва да използва смяната на съветския диктатор Никита Хрушчов, за да отстрани Тодор Живков. Такива намерения имат и други функционери, като началника на Военния отдел на ЦК на БКП Иван Бъчваров, който през декември 1964 година без успех предлага за гласуване на пленум на ЦК отстраняването на Т. Живков. Групата замисля да извърши вътрешен преврат в БКП по време на пленум на ЦК с участие и на части от Българската народна армия. Започват тайна агитационна дейност във войската и привличат съмишленици.
Заговорът е разкрит в края на март 1965 година по сигнал на офицер от Русе, който съобщава на Държавна сигурност за съмнителни контакти на свой колега. Държавна сигурност действа бързо, като сформираната специална оперативна група от служители на Второ, Трето и Софийско градско управление бързо разкрива подробностите.
На 8 април 1965 ген. Цвятко Анев е арестуван, а Иван Тодоров-Горуня се самоубива (според официалната версия) в дома си. На 12 април са арестувани и другите участници в тяхната група. От 8 до 26 април са задържани още 14 души. Военният съд осъжда 9 души. Сред тях са полковник Иван Велчев, който получава 15 години затвор, ген. Мичо Ерменов – с 10 години затвор, ген. Цвятко Анев, ген. Любен Динов и Цоло Кръстев – по 8 г. затвор. Освен това 192 души получават различни партийни и административни наказания. Във Врачанско, откъдето са заговорниците, са изключени 189 членове на партията. Отделно са уволнени 250 души от армията, а 19 старши офицери от армията и 3-ма от милицията са разжалвани. Сред уволнените са генерал Съби Стефанов (началник на софийското управление на МВР), началникът на политическия отдел на танковата бригада подполковник Йордан Воденичарски и други.
След ликвидирането на опита за преврат ръководителят на Държавна сигурност Мирчо Спасов изготвя специален доклад по случая, завършен на 19 юли. В него той стига до заключението, че той е инспириран от маоистка пропаганда, провеждана от Китай и Албания. В отговор службите активизират дейността си в тази област и във Второ управление е създаден специален 13-и отдел „Далечен изток“, оглавен първоначално от Петър Стоянов.
Някои съвременни изследователи поставят под въпрос идеологическите мотиви на заговорниците, които смятат за инсинуация на Държавна сигурност и Живков, целяща да представят действията на режима като демонстрация на лоялност към Съветския съюз.

## Участници
- Иван Тодоров-Горуня, бивш политкомисар на отряд „Гаврил Генов“, ръководител на преврата, член на ЦК на БКП, началник на Главно управление на водите с ранг на първи заместник-министър
- Цоло Кръстев, бивш командир на отряд „Гаврил Генов“, началник на отдел в Министерството на външните работи с ранг на пълномощен министър
- генерал-майор Цвятко Анев, бивш заместник-командир на отряд „Гаврил Генов“, командир на Софийския гарнизон
- полковник Иван Велчев, командир на чета в отряд „Гаврил Генов“, началник на кабинета на министъра на отбраната Добри Джуров
- генерал-майор Мичо Ерменов, заместник-началник на Главното политическо управление на армията
- генерал-майор Любен Динов, началник на отдел в Министерството на отбраната
- полковник Цанко Цанков, офицер в министерството на отбраната
- подполковник Димитър Костов, Главен команден пункт на ВВС